# Dorfkirche Söllenthin

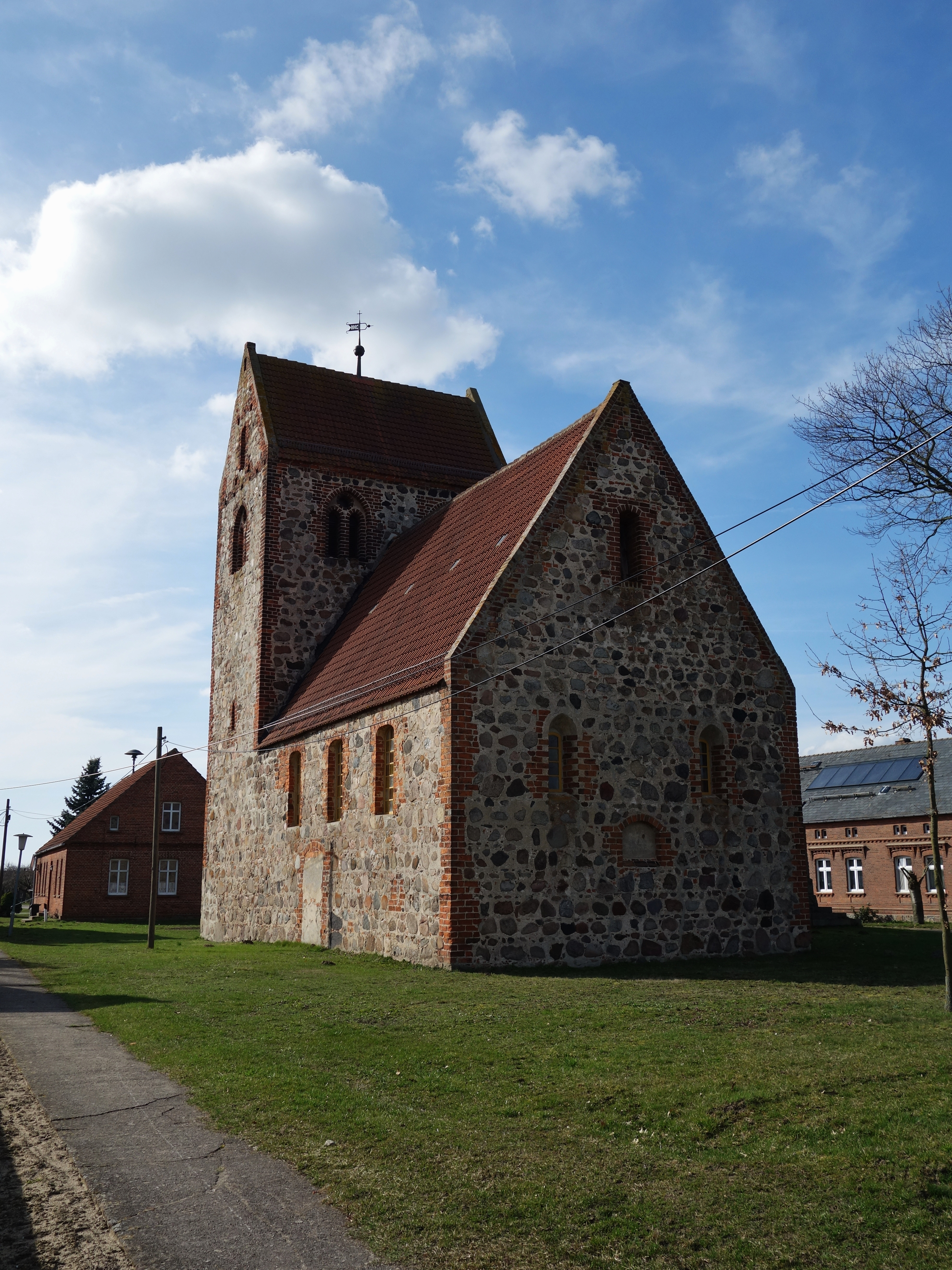
Dorfkirche Söllenthin

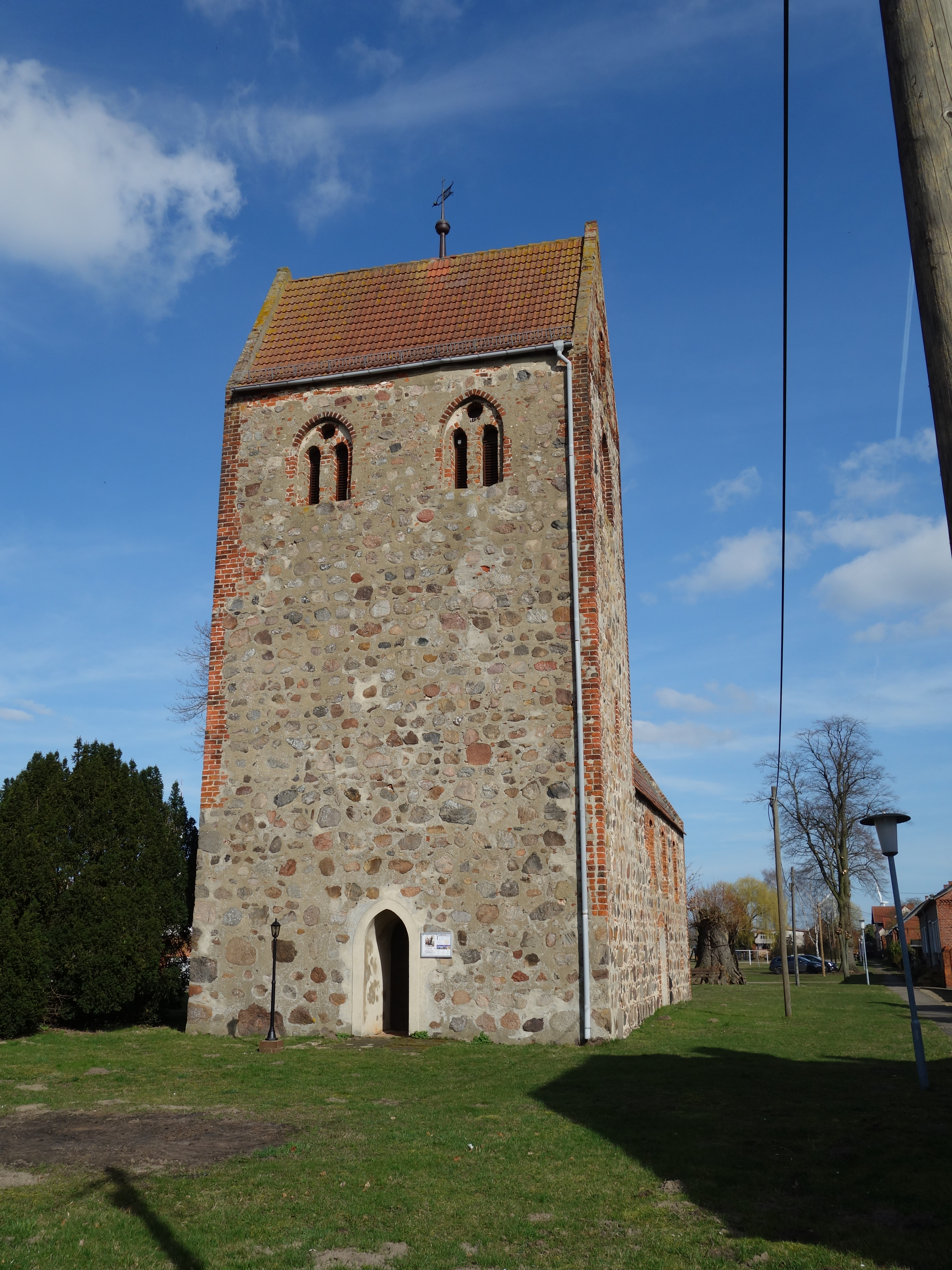
Westansicht

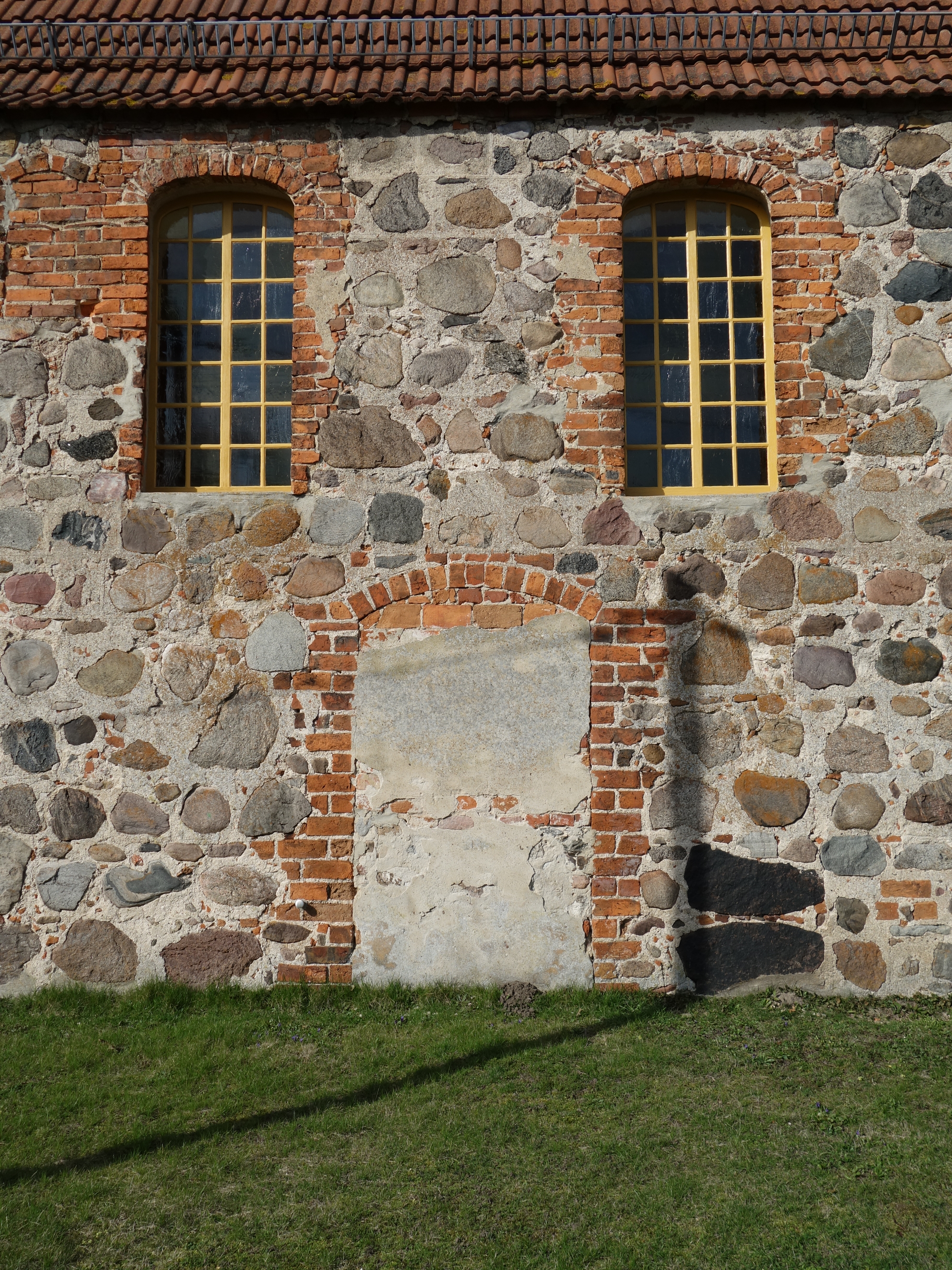
Vermauertes Portal

Die evangelische Dorfkirche Söllenthin ist eine gotische Saalkirche im Ortsteil Söllenthin von Plattenburg im Landkreis Prignitz in Brandenburg. Sie gehört zum Pfarrsprengel Glöwen-Schönhagen im Kirchenkreis Prignitz der Evangelischen Kirche Berlin-Brandenburg-schlesische Oberlausitz und kann nach Anmeldung besichtigt werden.

## Geschichte und Architektur
Die Kirche ist ein Saalbau aus Feldsteinmauerwerk mit Westturm von Schiffsbreite, die Kanten und Wandöffnungen in Backstein, vermutlich aus der zweiten Hälfte des 14. Jahrhunderts und ist eng verwandt den Dorfkirchen von Reckenthin und Vehlin. Die Ostwand ist im ursprünglichen Zustand mit zwei spitzbogigen Fenstern und zentraler segmentbogiger Nische erhalten; ein schlichtes spitzbogiges Westportal erschließt das Bauwerk, das stichbogige Südportal wurde zugesetzt, die Schiffsfenster vergrößert. Der Turm ist mit gekuppelten Schallöffnungen versehen, der Abschluss erfolgt durch ein Satteldach zwischen schmucklosen Giebeln. Der Turmraum ist mit einem Quertonnengewölbe geschlossen; ein kleiner spitzbogiger Durchgang führt zur flachgedeckten Kirche.

## Ausstattung
Das Hauptstück der Schnitzaltar vom Ende des 15. Jahrhunderts, der um 1960 restauriert wurde und vermutlich zu einer Werkgruppe mit den Retabeln in Langnow, Helle und aus Klein Lüben um 1500 gehört; er zeigt im Schrein eine figurenreiche, detailliert-lebendige Schilderung der Kreuzigung (ähnlich dem Altar in Grube) und in den Flügeln Heilige in zwei Reihen. Weiterhin gehören ein spätgotischer hölzerner Kruzifixus und eine schlichte hölzerne Kanzel aus dem Jahr 1729 zur Ausstattung.
Die Orgel ist ein Werk von Albert Hollenbach aus dem Jahr 1890/91 mit sieben Registern auf einem Manual und Pedal.